# Limés
Limés (en asturiano y oficialmente: Ḷḷumés) es una parroquia del concejo de Cangas del Narcea, en el Principado de Asturias, España.